# Stenolophus carbonarius
Stenolophus carbonarius är en skalbaggsart som beskrevs av Pierre François Marie Auguste Dejean. Stenolophus carbonarius ingår i släktet Stenolophus och familjen jordlöpare. Inga underarter finns listade i Catalogue of Life.